# Phlox
Đối với nhân vật trong Star Trek: Enterprise, xem Phlox (Star Trek).
Đối với loài thuộc họ La bố ma có danh pháp Nerium oleander, xem Trúc đào.
Phlox là một chi của khoảng 65-70 loài thực vật có hoa sống một năm hay lâu năm, ra hoa vào đầu mùa xuân. Chúng có nguồn gốc chủ yếu tại khu vực ôn đới thuộc Bắc Mỹ, với chỉ một số ít loài có tại miền đông châu Á. Các từ điển liên quan đến tiếng Việt dịch không thống nhất. Chẳng hạn từ điển Anh-Việt dịch là trúc đào, từ điển Nga-Việt dịch là giáp trúc đào, phơ lốc, từ điển Pháp-Việt dịch là cây hoa lốc. Một số nơi lại gọi là móng rồng  Lưu trữ ngày 7 tháng 3 năm 2007 tại Wayback Machine. Người Trung Quốc gọi các loài này là phúc lộc khảo (福禄考). Trong khi các cụm từ trúc đào hay giáp trúc đào nói chung được dùng để chỉ loài Nerium oleander nên các tên gọi này rất đáng ngờ. Danh pháp khoa học Phlox do Carolus Linnaeus đặt năm 1737, có nguồn gốc từ tiếng Hy Lạp φλοξ nghĩa là "ngọn lửa" có lẽ là do màu sắc đỏ rực rỡ của hoa của một số loài mọc hoang dại.
Các loài trong chi Phlox có màu từ lam nhạt tới đỏ tươi hay trắng. Một số loài như Phlox glaberrima (Phlox trơn) cao tới 1,5 m, trong khi các loài khác, như Phlox stolonifera (Phlox leo), tạo thành dạng như tấm thảm thấp chỉ cao vài centimet.
Phlox tốt nhất nên trồng trên các vùng đất đầy đủ nước và nhận ánh sáng vừa phải. Lá của các loài Phlox đôi khi bị ấu trùng của một số loài nhậy thuộc bộ Cánh vẩy (Lepidoptera) ăn, chẳng hạn Gazoryctra wielgusi, Macroglossum stellatarum và Schinia indiana. Loài cuối cùng này chủ yếu ăn lá của P. pilosa. Nếu không có nguồn thức ăn nào khác thì thỏ và hươu, nai cũng ăn lá các loài cây này.

## Một số loài
- Phlox adsurgens - Phlox miền bắc
- Phlox alyssifolia
- Phlox andicola
- Phlox austromontana
- Phlox bifida – Phlox cát
- Phlox borealis
- Phlox bryoides
- Phlox buckleyi – Phlox lá lưỡi kiếm
- Phlox caespitosa – Phlox đệm
- Phlox carolina – Phlox lá dày
- Phlox cuspidata – Phlox nhọn
- Phlox diffusa – Phlox lan rộng
- Phlox divaricata – Phlox lam hay Phlox đồng rừng
- Phlox douglasii

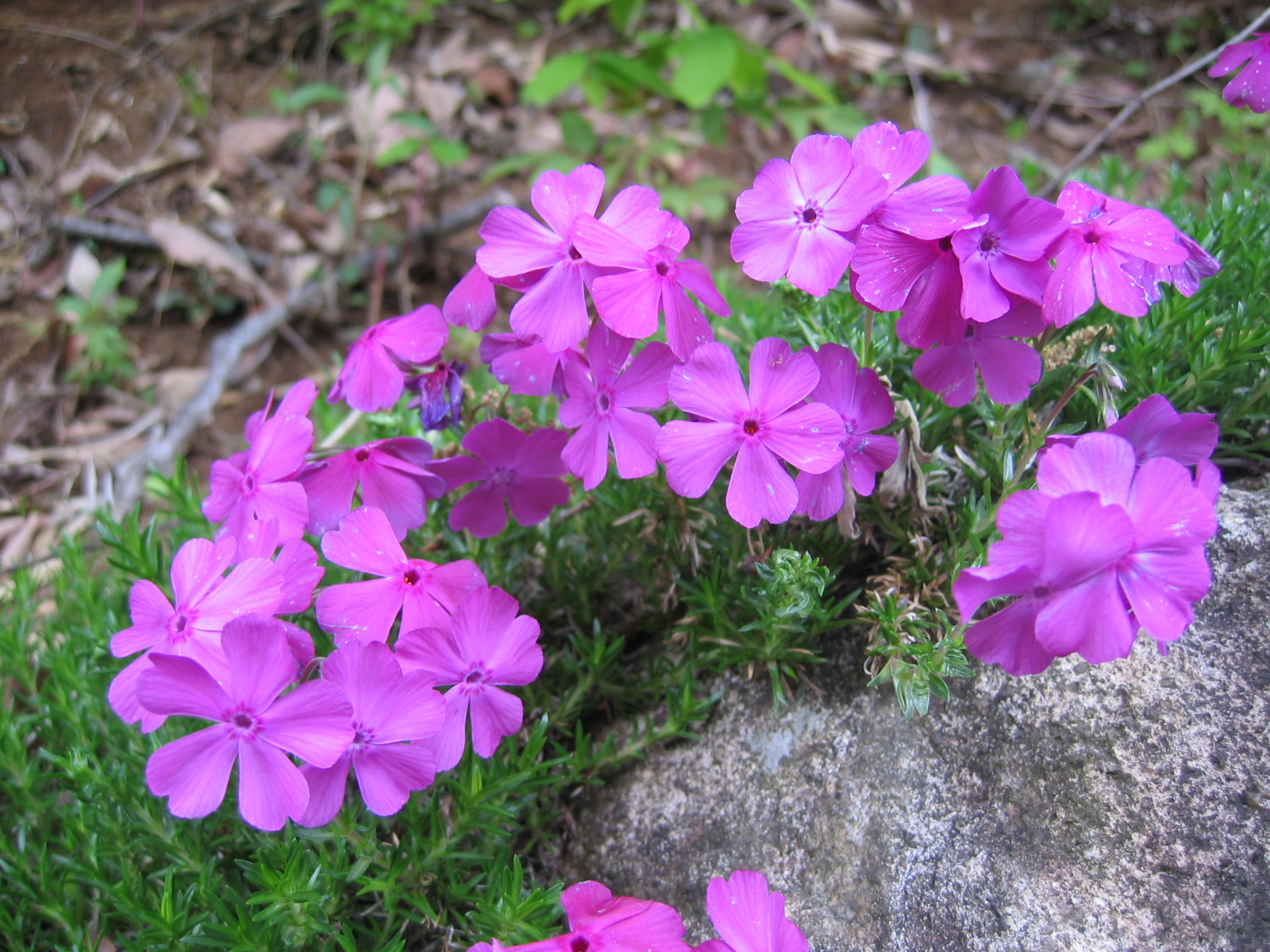
Phlox rêu

- Phlox drummondii – Phlox Drummond, phlox nhỏ. Loài này thấy có ở Việt Nam.
- Phlox floridana – Phlox Florida
- Phlox glaberrima - Phlox trơn
- Phlox idahonis – Phlox Idaho
- Phlox kelseyi – Phlox Kelsey
- Phlox maculata – Phlox bãi cỏ
- Phlox missoulensis – Phlox Missoula
- Phlox multiflora - Phlox nhiều màu, Phlox núi đá
- Phlox nana – Phlox Santa Fe
- Phlox nivalis – Phlox đuôi
- Phlox ovata - Phlox núi

- Phlox paniculata – Phlox mùa hè
- Phlox pilosa - Phlox thảo nguyên
- Phlox pulchra – Phlox Alabama
- Phlox sibirica – Phlox Siberi
- Phlox speciosa - Phlox cây bụi
- Phlox stolonifera – Phlox leo

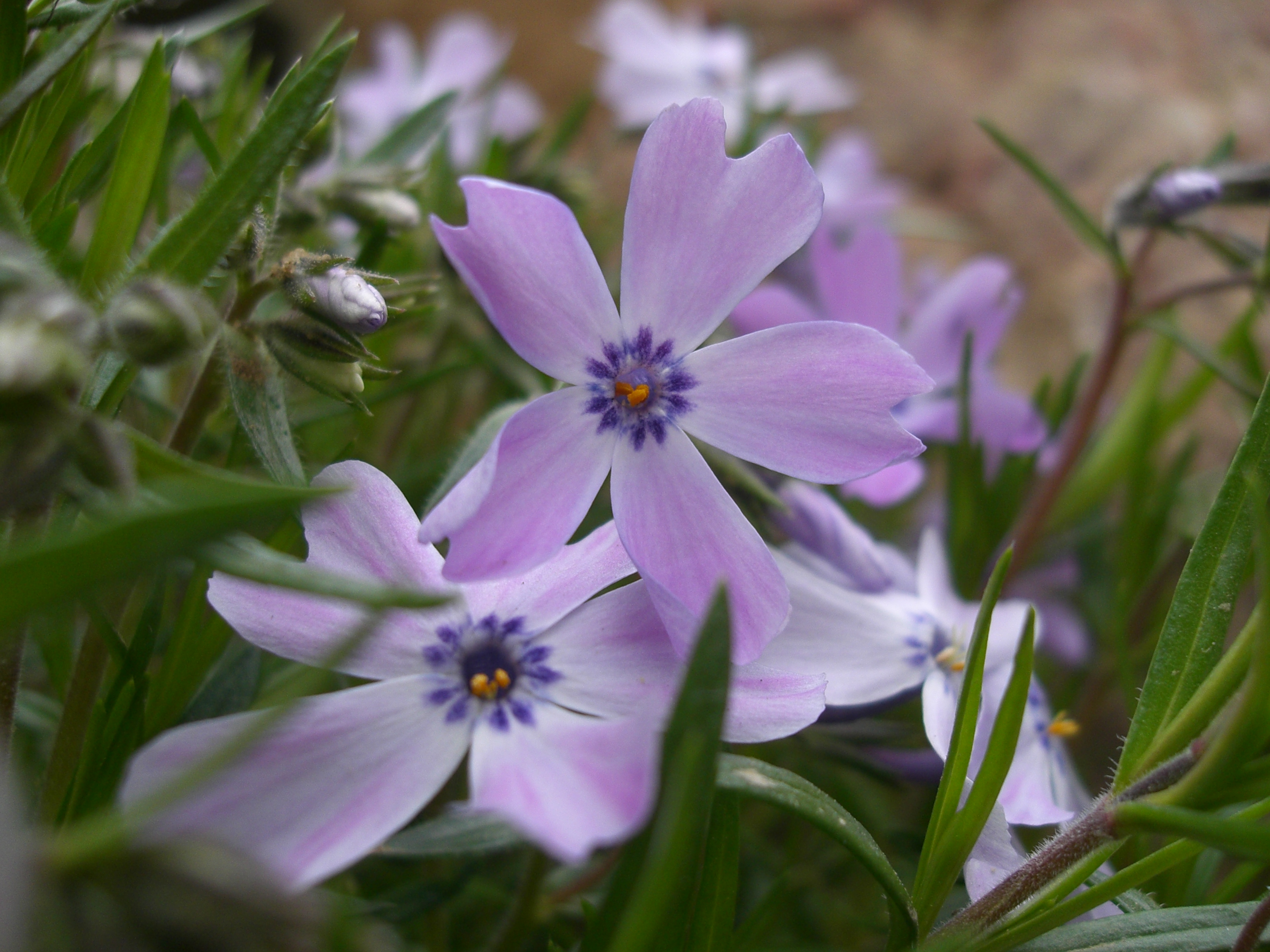
Hoa Phlox

- Phlox subulata – Phlox rêu. Phlox lá nhọn

### Trồng
Các loài Phlox thường được trồng trong vườn.

## Hình ảnh

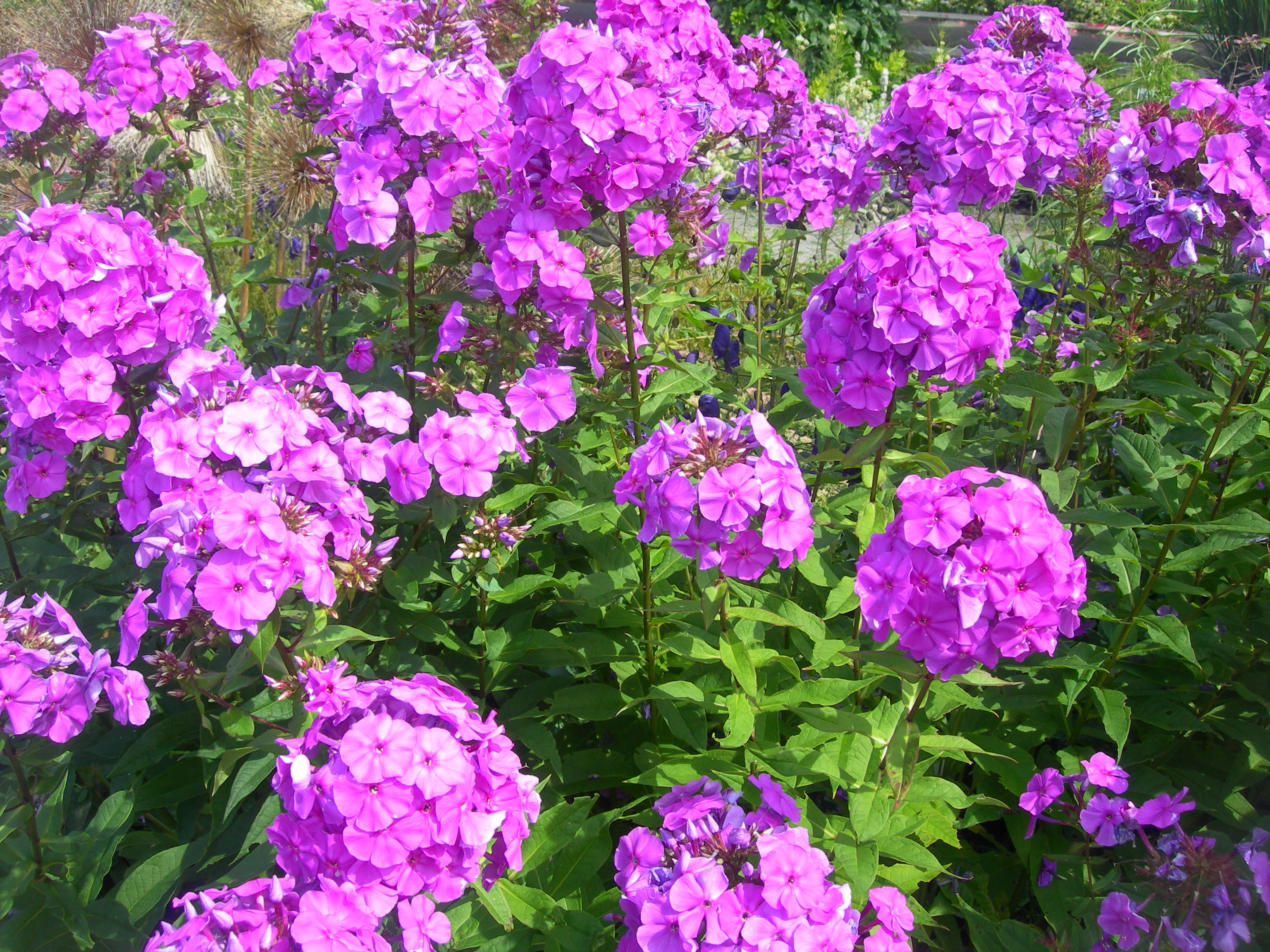
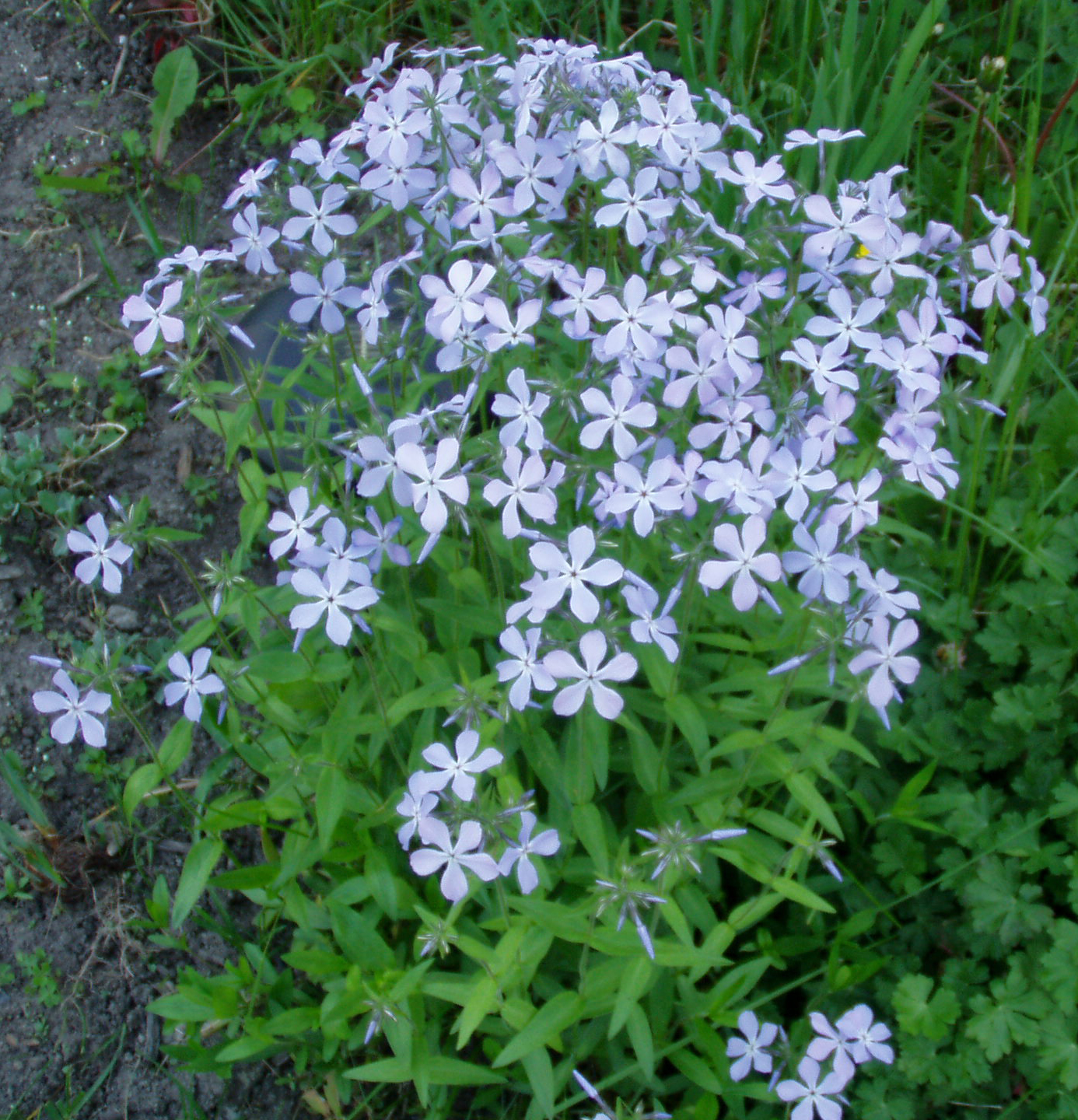
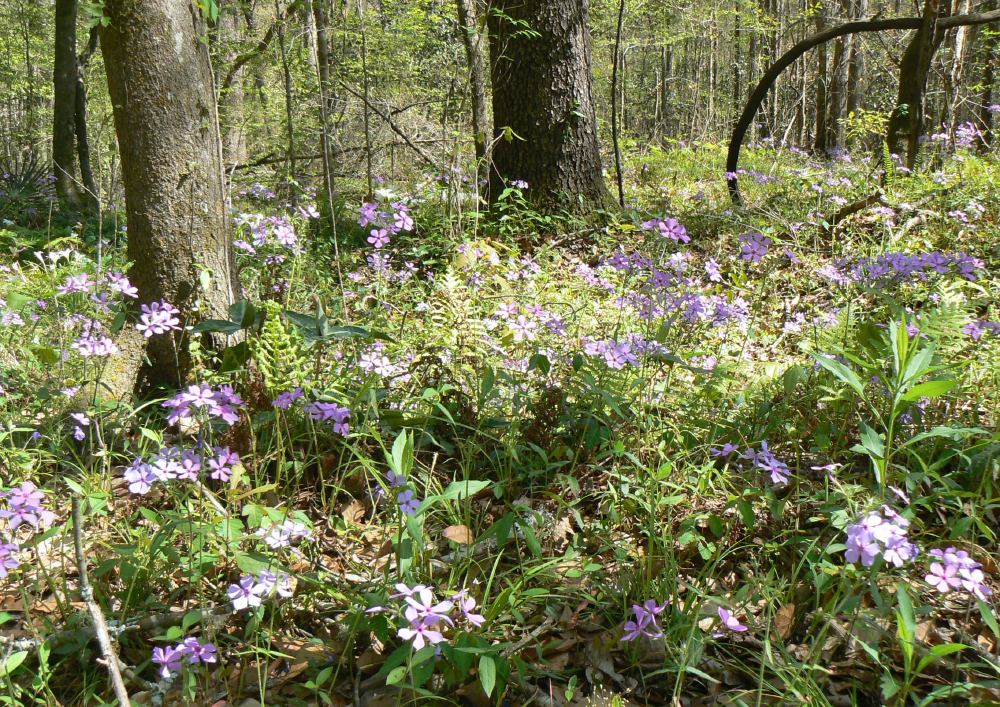
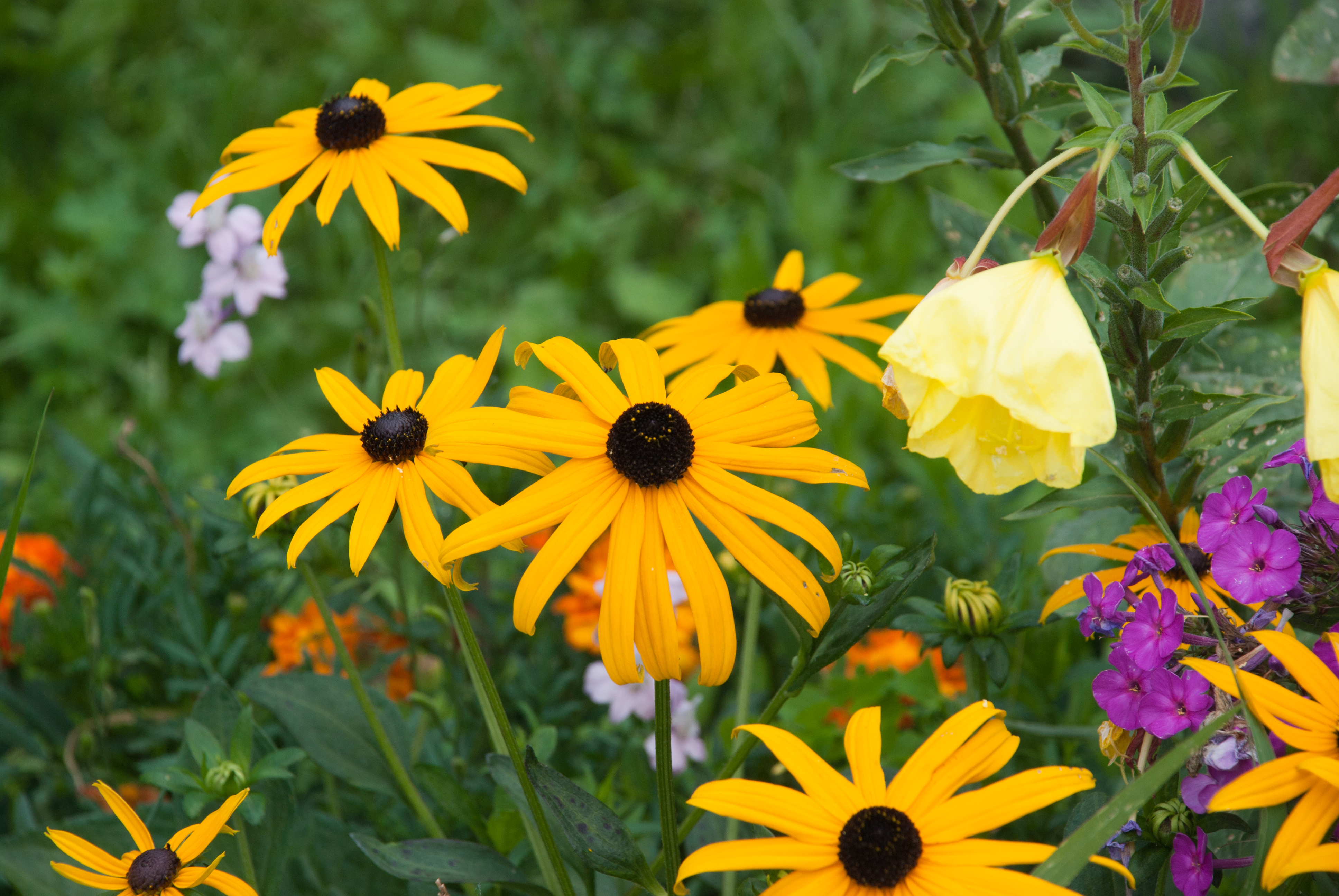